# Alcis undularia
Alcis undularia är en fjärilsart som beskrevs av Alfred Ernest Wileman 1911. Alcis undularia ingår i släktet Alcis och familjen mätare. Inga underarter finns listade i Catalogue of Life.